# Vistárie květnatá
Vistárie květnatá (Wisteria floribunda) je rostlina, listnatá opadavá dřevina z čeledě bobovité (Fabaceae). Kvete od května do června hroznovitým květenstvím. Vistárie květnatá je původním druhem v Japonsku. Druh může být zaměňován za jiné druhy téhož rodu, například vistárii čínskou.

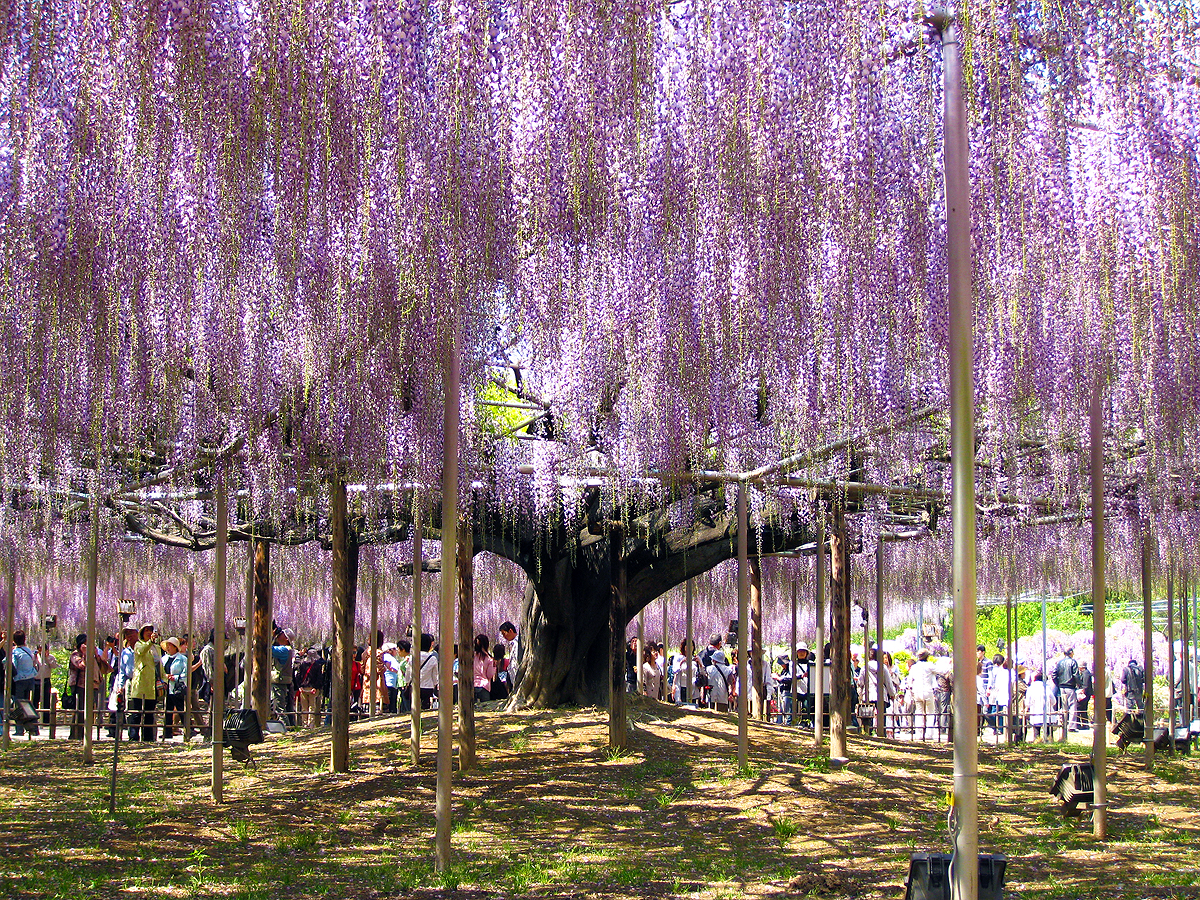
Vistárie v městě Ašikaga

Druh je pěstován jako okrasná rostlina. Vistárie květnatá je velmi agresivní, bujně rostoucí liána, není vhodná na malé plochy a ani slabší dřevěné konstrukce. Preferuje slunečné polohy a vlhké propustné půdy s dostatkem vápníku, ale snese dobře i polostín. Dobře snáší krátkodobé sucho a málo dusíku. Množí se semeny a řízkováním. Je pěstováno několik kultivarů.